# Claviger nitidus
Claviger nitidus é uma espécie de inseto do gênero Claviger, pertencente à família Formicidae.